# Gran Premio d'Ungheria 1988
Il Gran Premio d'Ungheria 1988 fu una gara di Formula 1, disputatasi il 7 agosto 1988 sull'Hungaroring. Fu la decima prova del mondiale 1988 e vide la vittoria di Ayrton Senna su McLaren - Honda, seguito da Alain Prost e da Thierry Boutsen.

## Qualifiche
Il tortuoso circuito magiaro, privo dei lunghi rettilinei che favorivano i motori turbo, consentì ai piloti alla guida di vetture equipaggiate con motori aspirati di mettersi in luce. La McLaren si dimostrò comunque superiore ai rivali, con Senna che conquistò l'ottava pole position stagionale; alle spalle del brasiliano si qualificarono Mansell, Boutsen, Capelli, Nannini e Patrese, mentre il leader del campionato, Prost, fece segnare solo il settimo tempo. In difficoltà Ferrari e Lotus, relegate a centro classifica, mentre si mise in luce Caffi, capace di portare al decimo posto la sua Dallara della Scuderia Italia.

### Classifica
| Pos                     | No | Pilota             | Costruttore                    | Tempo    | Distacco |
| ----------------------- | -- | ------------------ | ------------------------------ | -------- | -------- |
| 1                       | 12 | Ayrton Senna       | McLaren - Honda                | 1'27"635 |          |
| 2                       | 5  | Nigel Mansell      | Williams - Judd                | 1'27"743 | +0"108   |
| 3                       | 20 | Thierry Boutsen    | Benetton - Ford                | 1'27"970 | +0"335   |
| 4                       | 16 | Ivan Capelli       | March - Judd                   | 1'28"350 | +0"715   |
| 5                       | 19 | Alessandro Nannini | Benetton - Ford                | 1'28"493 | +0"858   |
| 6                       | 6  | Riccardo Patrese   | Williams - Judd                | 1'28"569 | +0"934   |
| 7                       | 11 | Alain Prost        | McLaren - Honda                | 1'28"778 | +1"143   |
| 8                       | 15 | Maurício Gugelmin  | March - Judd                   | 1'28"099 | +1"464   |
| 9                       | 28 | Gerhard Berger     | Ferrari                        | 1'28"244 | +1"609   |
| 10                      | 36 | Alex Caffi         | Dallara Scuderia Italia - Ford | 1'28"891 | +2"256   |
| 11                      | 24 | Luis Pérez-Sala    | Minardi - Ford                 | 1'29"103 | +2"468   |
| 12                      | 17 | Derek Warwick      | Arrows - Megatron              | 1'29"185 | +2"550   |
| 13                      | 1  | Nelson Piquet      | Lotus - Honda                  | 1'29"405 | +2"770   |
| 14                      | 18 | Eddie Cheever      | Arrows - Megatron              | 1'29"908 | +3"273   |
| 15                      | 27 | Michele Alboreto   | Ferrari                        | 1'30"052 | +3"417   |
| 16                      | 23 | Pierluigi Martini  | Minardi - Ford                 | 1'30"123 | +3"488   |
| 17                      | 29 | Yannick Dalmas     | Lola Larrousse - Ford          | 1'30"200 | +3"565   |
| 18                      | 22 | Andrea De Cesaris  | Rial - Ford                    | 1'30"523 | +3"888   |
| 19                      | 2  | Satoru Nakajima    | Lotus - Honda                  | 1'30"646 | +4"011   |
| 20                      | 30 | Philippe Alliot    | Lola Larrousse - Ford          | 1'30"719 | +4"084   |
| 21                      | 3  | Jonathan Palmer    | Tyrrell - Ford                 | 1'30"741 | +4"106   |
| 22                      | 31 | Gabriele Tarquini  | Coloni - Ford                  | 1'31"160 | +4"525   |
| 23                      | 14 | Philippe Streiff   | AGS - Ford                     | 1'31"265 | +4"630   |
| 24                      | 26 | Stefan Johansson   | Ligier - Judd                  | 1'31"342 | +4"707   |
| 25                      | 25 | René Arnoux        | Ligier - Judd                  | 1'31"477 | +4"842   |
| 26                      | 33 | Stefano Modena     | EuroBrun - Ford                | 1'31"614 | +4"979   |
| Vetture non qualificate |    |                    |                                |          |          |
| NQ                      | 32 | Oscar Larrauri     | EuroBrun - Ford                | 1'31"987 | +5"352   |
| NQ                      | 10 | Bernd Schneider    | Zakspeed                       | 1'32"357 | +5"722   |
| NQ                      | 4  | Julian Bailey      | Tyrrell - Ford                 | 1'32"694 | +6"059   |
| NQ                      | 9  | Piercarlo Ghinzani | Zakspeed                       | 1'33"701 | +7"066   |

## Gara
Al via Senna mantenne il comando, sfruttando la maggiore potenza del propulsore Honda per tenere dietro Mansell, scattato meglio di lui. Il pilota brasiliano conquistò un buon margine sugli inseguitori, guidati dai due piloti della Williams; sia Patrese che Mansell dovettero però retrocedere, a causa rispettivamente di problemi al motore e di un'uscita di pista, mentre, più indietro, Prost recuperò diverse posizioni.
Il francese giunse alle spalle del compagno di squadra, cominciando a tallonarlo; al 49º passaggio tentò un attacco sul rivale, approfittando di un doppiaggio, ma Senna riuscì a ripassarlo. Il brasiliano condusse fino al termine, vincendo davanti a Prost, Boutsen, Berger, Gugelmin e Patrese; grazie a questo risultato agganciò in co-proprietà il compagno di squadra in testa alla classifica mondiale.

### Classifica
| Pos | N. | Pilota             | Costruttore/Motore             | Giri | Tempo/Ritiro                 | Griglia | Punti |
| --- | -- | ------------------ | ------------------------------ | ---- | ---------------------------- | ------- | ----- |
| 1   | 12 | Ayrton Senna       | McLaren - Honda                | 76   | 1h57'47"081                  | 1       | 9     |
| 2   | 11 | Alain Prost        | McLaren - Honda                | 76   | + 0"529                      | 7       | 6     |
| 3   | 20 | Thierry Boutsen    | Benetton - Ford                | 76   | + 31"410                     | 3       | 4     |
| 4   | 28 | Gerhard Berger     | Ferrari                        | 76   | + 1'28"670                   | 9       | 3     |
| 5   | 15 | Maurício Gugelmin  | March - Judd                   | 75   | + 1 giro                     | 8       | 2     |
| 6   | 6  | Riccardo Patrese   | Williams - Judd                | 75   | + 1 giro                     | 6       | 1     |
| 7   | 2  | Satoru Nakajima    | Lotus - Honda                  | 73   | + 3 giri                     | 19      |       |
| 8   | 1  | Nelson Piquet      | Lotus - Honda                  | 73   | + 3 giri                     | 13      |       |
| 9   | 29 | Yannick Dalmas     | Lola Larrousse - Ford          | 73   | + 3 giri                     | 17      |       |
| 10  | 24 | Luis Pérez-Sala    | Minardi - Ford                 | 72   | + 4 giri                     | 11      |       |
| 11  | 33 | Stefano Modena     | EuroBrun - Ford                | 72   | + 4 giri                     | 26      |       |
| 12  | 30 | Philippe Alliot    | Lola Larrousse - Ford          | 72   | + 4 giri                     | 20      |       |
| 13  | 31 | Gabriele Tarquini  | Coloni - Ford                  | 71   | + 5 giri                     | 22      |       |
| Rit | 17 | Derek Warwick      | Arrows - Megatron              | 65   | Freni                        | 12      |       |
| Rit | 5  | Nigel Mansell      | Williams - Judd                | 60   | Problemi di salute           | 2       |       |
| Rit | 18 | Eddie Cheever      | Arrows - Megatron              | 55   | Freni                        | 14      |       |
| Rit | 27 | Michele Alboreto   | Ferrari                        | 40   | Problemi elettrici           | 15      |       |
| Rit | 25 | René Arnoux        | Ligier - Judd                  | 32   | Motore                       | 25      |       |
| Rit | 22 | Andrea De Cesaris  | Rial - Ford                    | 28   | Problemi al semiasse         | 18      |       |
| Rit | 19 | Alessandro Nannini | Benetton - Ford                | 24   | Problemi di surriscaldamento | 5       |       |
| Rit | 36 | Alex Caffi         | Dallara Scuderia Italia - Ford | 22   | Motore                       | 10      |       |
| Rit | 26 | Stefan Johansson   | Ligier - Judd                  | 19   | Problemi all'acceleratore    | 24      |       |
| Rit | 23 | Pierluigi Martini  | Minardi - Ford                 | 8    | Collisione con P.Streiff     | 16      |       |
| Rit | 14 | Philippe Streiff   | AGS - Ford                     | 8    | Collisione con P.Martini     | 23      |       |
| Rit | 16 | Ivan Capelli       | March - Judd                   | 5    | Motore                       | 4       |       |
| Rit | 3  | Jonathan Palmer    | Tyrrell - Ford                 | 3    | Motore                       | 21      |       |
| NQ  | 32 | Oscar Larrauri     | EuroBrun - Ford                |      |                              |         |       |
| NQ  | 10 | Bernd Schneider    | Zakspeed                       |      |                              |         |       |
| NQ  | 4  | Julian Bailey      | Tyrrell - Ford                 |      |                              |         |       |
| NQ  | 9  | Piercarlo Ghinzani | Zakspeed                       |      |                              |         |       |
| NPQ | 21 | Nicola Larini      | Osella - Alfa Romeo            |      |                              |         |       |

## Classifiche

### Piloti
| Pos. | Pilota             | Punti |
| ---- | ------------------ | ----- |
| 1    | Ayrton Senna       | 66    |
| 1    | Alain Prost        | 66    |
| 3    | Gerhard Berger     | 28    |
| 4    | Michele Alboreto   | 16    |
| 4    | Thierry Boutsen    | 16    |
| 6    | Nelson Piquet      | 15    |
| 7    | Derek Warwick      | 9     |
| 8    | Nigel Mansell      | 6     |
| 8    | Alessandro Nannini | 6     |
| 10   | Maurício Gugelmin  | 5     |
| 10   | Jonathan Palmer    | 5     |
| 12   | Ivan Capelli       | 4     |
| 13   | Andrea De Cesaris  | 3     |
| 14   | Riccardo Patrese   | 2     |
| 15   | Satoru Nakajima    | 1     |
| 15   | Eddie Cheever      | 1     |
| 15   | Pierluigi Martini  | 1     |

### Costruttori
| Pos. | Team              | Punti |
| ---- | ----------------- | ----- |
| 1    | McLaren - Honda   | 132   |
| 2    | Ferrari           | 44    |
| 3    | Benetton - Ford   | 22    |
| 4    | Lotus - Honda     | 16    |
| 5    | Arrows - Megatron | 10    |
| 6    | March - Judd      | 9     |
| 7    | Williams - Judd   | 8     |
| 8    | Tyrrell - Ford    | 5     |
| 9    | Rial - Ford       | 3     |
| 10   | Minardi - Ford    | 1     |

## Fonti
- Sito di The Official Formula 1, su formula1.com. URL consultato l'11 giugno 2009.
- (EN) 1988 Grand Prix of Hungary, su silhouet.com, Teamdan.org. URL consultato il 28 dicembre 2009.
- (EN) Grand Prix Results: Hungarian GP, 1988, su grandprix.com. URL consultato il 28 dicembre 2009.